# Olympische Sommerspiele 1976/Teilnehmer (Vereinigte Staaten)
| Gelbes Symbol für Goldmedaillen mit stilisierten Olympischen Ringen | Graues Symbol für Silbermedaillen mit stilisierten Olympischen Ringen | Braundes Symbol für Bronzemedaillen mit stilisierten Olympischen Ringen |
| ------------------------------------------------------------------- | --------------------------------------------------------------------- | ----------------------------------------------------------------------- |
| 34                                                                  | 35                                                                    | 25                                                                      |

Die Vereinigten Staaten nahmen an den Olympischen Sommerspielen 1976 im kanadischen Montreal mit einer Delegation von 396 Athleten, 278 Männer und 118 Frauen, teil.

## Teilnehmer nach Sportarten

### Basketball
| Männer - Basketballnationalmannschaft der Vereinigten Staaten: - Steve Sheppard - Scott May - Tom LaGarde - Mitch Kupchak - Phil Hubbard - Ernie Grunfeld - Phil Ford - Walter Davis - Adrian Dantley - Kenny Carr - Quinn Buckner - Tate Armstrong | Frauen - Damen-Basketballnationalmannschaft der Vereinigten Staaten: - Juliene Simpson - Sue Rojcewicz - Trish Roberts - Mary Anne O’Connor - Ann Meyers - Gail Marquis - Nancy Lieberman - Charlotte Lewis - Pat Head - Lucy Harris - Nancy Dunkle - Cindy Brogdon |

### Bogenschießen
| Männer - Richard McKinney - Darrell Pace | Frauen - Linda Myers - Luann Ryon |

### Boxen
| Männer - Chuck Walker - Clint Jackson - Louis Curtis - David Lee Armstrong - Johnny Tate - Charlie Mooney - Michael Spinks - Leon Spinks - Leo Randolph - Sugar Ray Leonard - Howard Davis |

### Fechten
| Männer - Ed Wright - Peter Westbrook - Paul Pesthy - Alex Orban - George Masin - Brooke Makler - Tom Losonczy - Marty Lang - Stephen Kaplan - Ed Donofrio - Edward Bozek - Ed Ballinger - Paul Apostol | Frauen - Ann O’Donnell - Denise O’Connor - Nikki Franke - Gay D’Asaro - Dorothy Armstrong |

### Gewichtheben
| Männer - Bruce Wilhelm - Sam Walker - Fred Lowe - Phil Grippaldi - Gary Drinnon - Daniel Cantore - Mark Cameron - Samuel Bigler - Lee James |

### Handball
| Männer - US-amerikanische Handballnationalmannschaft: - Harry Winkler - Bob Sparks - Kevin Serrapede - Jamess Rogers - Sandor Rivnyak - Patrick O’Neill - William Johnson - Jerry Glantz - Vincent DiCalogero - Robert Dean - Randy Dean - Peter Buehning junior - Roger Baker - Richard Abrahamson |

### Judo
| Männer - Jimmy Wooley - Tommy Martin - Teimoc Jonston-Ono - Pat Burris - Joe Bost - Allen Coage |

### Kanu
| Männer - Andreas Weigand - Brent Turner - András Törő - Roland Muhlen - Angus Gault Morrison - Chuck Lyda - Bill Leach - Henry Krawczyk - Stephen Paul Kelly - Michael Alan Johnson - David Gilman - Pete Deyo - Bruce Barton | Frauen - Ann Turner - Linda Murray-Dragan - Julie Leach |

### Leichtathletik
| Männer - George Woods - Quentin Wheeler - Larry Walker - Craig Virgin - Jay Silvester - Pete Shmock - Todd Scully - Fred Samara - Bill Rodgers - Mike Roche - James Robinson - Terry Lynn Porter - James Owens - Larry Myricks - Ed Mendoza - Henry Marsh - Duncan MacDonald - Mark Lutz - Ron Laird - Don Kardong - Bill Jankunis - Tommy Haynes - Larry Hart - Anthony Hall - Richard George - Paul Geis - Charles Foster - Al Feuerbach - Mark Enyeart - Mike Durkin - Rayfield Dupree - Fred Dixon - Sam Colson - Matt Centrowitz - Dick Buerkle - Doug Brown - Garry Bjorklund - Earl Bell - James Barrineau - Rick Wohlhuter - Dwight Stones - David Roberts - John Powell - Dwayne Evans - Willie Davenport - Randy Williams - Frank Shorter - Mike Shine - James Butts - Mac Wilkins - Arnie Robinson - Steve Riddick - Maxie Parks - Edwin Moses - Johnny Jones - Caitlyn Jenner - Harvey Glance - Benny Brown - Herman Frazier - Fred Newhouse - Millard Hampton | Frauen - Lynne Winbigler - Kathy Weston - Martha Watson - Sherron Walker - Pam Spencer - Karin Smith - Maren Seidler - Cynthia Poor - Brenda Morehead - Jan Merrill - Madeline Manning-Jackson - Francie Larrieu Smith - Deby LaPlante - Wendy Koenig-Knudson - Marilyn King - Joni Huntley - Paula Girven - Jane Frederick - Gale Fitzgerald - Debra Edwards-Armstrong - Pat Donnelly - Chandra Cheeseborough - Sherry Calvert - Rhonda Brady - Evelyn Ashford - Kate Schmidt - Debra Sapenter - Kathy McMillan - Pam Jiles - Sheila Ingram - Rosalyn Bryant |

### Moderner Fünfkampf
| Männer - Bob Nieman - John Fitzgerald - Mike Burley |

### Radsport
| Männer - Robert Vehe - Marc Thompson - Ralph Therrio - Wayne Stetina - Ron Skarin - Leonard Nitz - Mike Neel - George Mount - Alan Kingsbery - John Howard - Paul Deem - David Boll - Leigh Barczewski |

### Reiten
| Männer - Robert Ridland - Dennis Murphy - Michael Matz - Frank Chapot - Buddy Brown - Bruce Davidson - John Michael Plumb - Tad Coffin | Frauen - Dorothy Morkis - Edith Master - Hilda Gurney - Mary Anne Tauskey |

### Ringen
| Männer - Bruce Thompson - Joe Sade - Billy Rosado - Brad Rheingans - John Kelly Matthews - Pat Marcy - Pete Lee - James Johnson - Jimmy Jackson - James Haines - Mike Farina - Joe Corso - Dan Chandler - Gary Alexander - Stan Dziedzic - Gene Davis - Benjamin Peterson - Butch Keaser - Russ Hellickson - John Peterson |

### Rudern
| Männer - Robert Zagunis - David Weinberg - Darrell Vreugdenhil - John Van Blom - Hugh Stevenson - Alan Shealy - Michael Plumb - Gary Piantedosi - Mark Norelius - Jim Moroney - John Albert Matthews - Chip Lubsen - Lawrence Klecatsky - Mike Hess - Patrick Austin Hayes - John Hartigan - Neil Halleen - Kenneth Foote - David Fellows - John Everett - Ken Dreyfuss - Jim Dietz - Peter Cortes - Steve Christiansen - Richard Cashin - Tony Dean Brooks - Fred Borchelt - Bill Belden - Mike Staines - Calvin Coffey | Frauen - Nancy Storrs - Laura Staines - Claudia Schneider - Jan Palchikoff - Sue Morgan - Irene Moreno - Catherine Menges - Karen McCloskey - Mimi Kellogg - Liz Hills - Lisa Hansen - Judy Geer - Diane Braceland - Pam Behrens - Jackie Zoch - Anne Warner - Lynn Silliman - Gail Ricketson - Peggy McCarthy - Marion Greig - Carie Graves - Anita DeFrantz - Carol Brown - Joan Lind |

### Schießen
| Männer - Tom Treinen - Michael Theimer - Brad Simmons - John Satterwhite - David Ross - Bill McMillan - Martin Edmondson - Charvin Dixon - Richard Crawford - Victor Auer - Hershel Anderson - Donald Haldeman - Lanny Bassham | Frauen - Margaret Murdock |

### Schwimmsport

#### Schwimmen
| Männer - Charles Keating III - Bob Jackson - Paul Hartloff - Steve Furniss - Larry Dowler - Casey Converse - Dan Harrigan - Gary Hall senior - Bill Forrester - Rick Colella - Tim McKee - Bobby Hackett - Steven Gregg - Chris Woo - Rod Strachan - Douglas Northway - Tim Shaw - Joe Bottom - Jack Babashoff - Matthew Haynes Vogel - Brian Goodell - Bruce Furniss - Michael Bruner - Peter Rocca - John Hencken - James Montgomery - John Naber | Frauen - Donnalee Wennerstrom - Tauna Vandeweghe - Miriam Smith - Marcia Morey - Karen Moe-Thornton - Renee Magee - Renee Laravie - Nicole Kramer - Kathy Heddy - Janis Hape - Jeanne Haney - Maryanne Graham - Brenda Borgh - Melissa Belote - Wendy Weinberg - Camille Wright - Lauri Siering - Linda Jezek - LeLei Fonoimoana - Jill Sterkel - Kim Peyton - Jennifer Hooker - Wendy Boglioli - Shirley Babashoff |

#### Wasserspringen
| Männer - Kent Vosler - Patrick Timothy Moore - Rob Cragg - Greg Louganis - Philip Boggs | Frauen - Barbara Nejman - Janet Ely - Melissa Briley - Deborah Wilson - Cynthia Potter - Jennifer Chandler |

### Segeln
- Tom Whitehurst
- Robert Whitehurst
- John Mathias
- Norman Freeman
- Peter Commette
- Conn Findlay
- Dennis Conner
- Michael Rothwell
- David McFaull
- John Kolius
- Richard Hoepfner
- Walter Glasgow

### Turnen
| Männer - Wayne Young - Kurt Thomas - Bart Conner - Tom Beach - Marshall Avener - Peter Kormann | Frauen - Leslie Wolfsberger - Debra Willcox - Kathy Howard - Carrie Englert - Kimberly Chace - Colleen Casey |